# Paul Pineau
Pour les articles homonymes, voir Pineau.
Paul Pineau, né le 7 décembre 1923 à Le Louroux-Béconnais (Maine-et-Loire) et mort le 13 mars 2006 à Agen est un coureur cycliste français, professionnel de 1949 à 1953.
Ses frères Jacques et Jules ont également été coureurs cyclistes, tandis que son neveu Bernard a été l'un des meilleurs amateurs français. 

## Palmarès
- 1947
  - Bergerac-Périgueux-Bergerac
- 1948
  - Grand Prix de Cyclo Sport
- 1949
  - 3e du Grand Prix du Pneumatique
  - 4e du Grand Prix du Midi libre
- 1950
  - Tour de Corrèze
- 1951
  - Championnat des Pyrénées
- 1952
  - 2e du Circuit des Deux-Sèvres
- 1953
  - Championnat des Pyrénées
  - 3e du Tour de Dordogne
  - 3e du Tour du Lot-et-Garonne
- 1954
  - Championnat des Pyrénées

## Résultats sur les grands tours

### Tour de France
1 participation
- 1949 : 39e